# Bandera de la Iglesia Cristiana Cuadrangular
La bandera de la Iglesia Cristiana Cuadrangular es una bandera multicolor que representa a todas las iglesias cuadrangulares.

## Diseño
La bandera consta de cuatro franjas de colores morado, azul, amarillo y rojo. en la esquina superior derecha existe un cuadro blanco donde va superpuesta una cruz que significa la crucifixión de Jesús y sobre ella el número cuatro para representar la doctrina cuadrangular. 

### Colores
Dispuestas desde arriba hacia abajo:
- El color morado significa El Rey Venidero. Representa la majestad de Jesucristo y se refiere a este como rey. Mateo 25:31.
- El color azul significa Sanidad Divina. Es el color del cielo, representa a Jesucristo es médico divino, porque Él es el hombre celestial. 1° Pedro 2:24
- El color amarillo significa el Espíritu Santo. Representa el fuego del Espíritu Santo, el fuego celestial es como de “ámbar”. Ezequiel 1:27.
- El color rojo significa Jesucristo el Salvador. Representa la sangre de Jesucristo, refiriéndose a que “Sin derramamiento de sangre no se hace remisión”. Colosenses 1:20.